# سنبله‌ای نقره‌ای
سنبله‌ای نقره‌ای (نام علمی: Stachys byzantina) نام یک گونه از سرده عروس کوهی است.

## نگارخانه

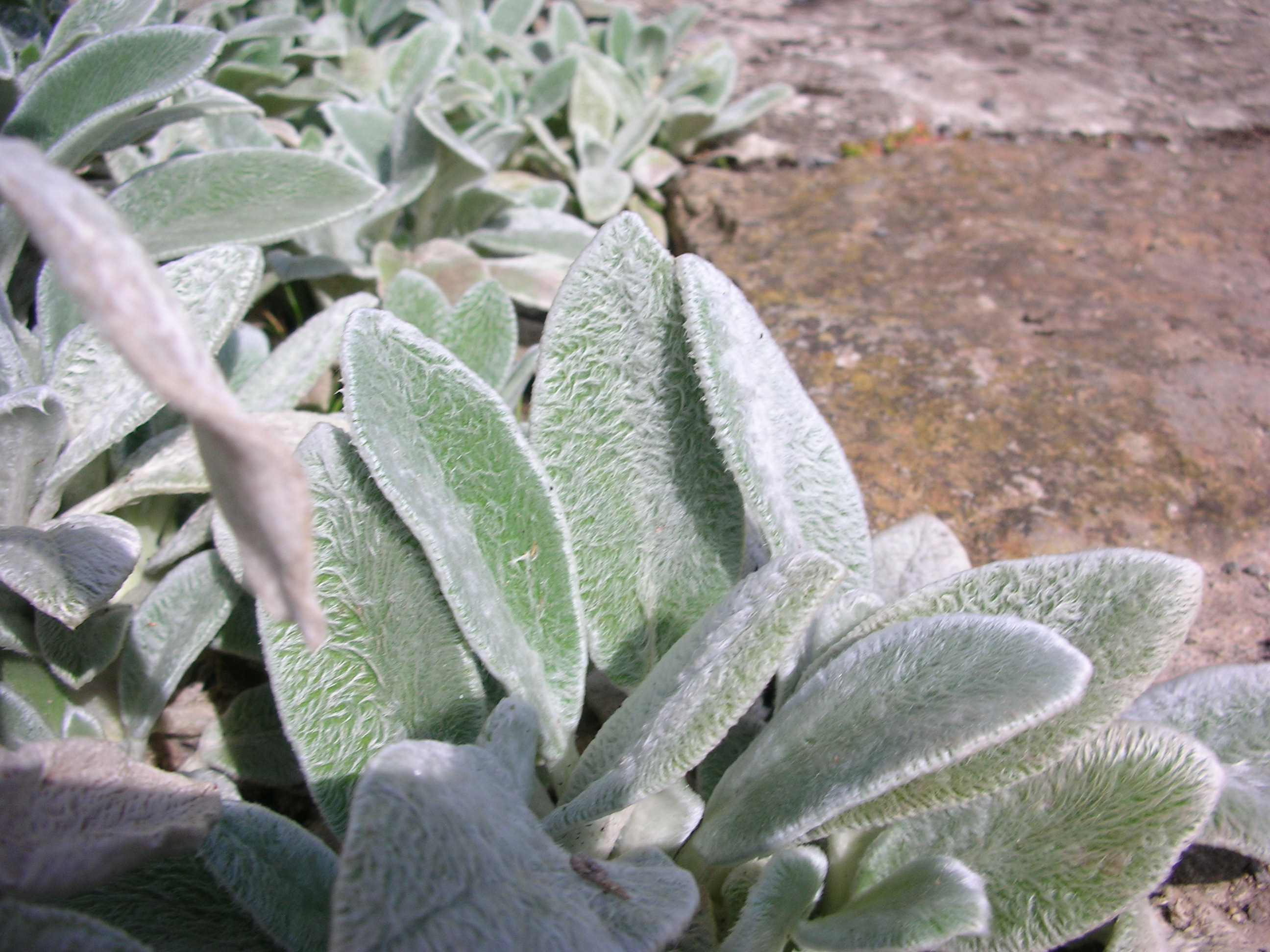
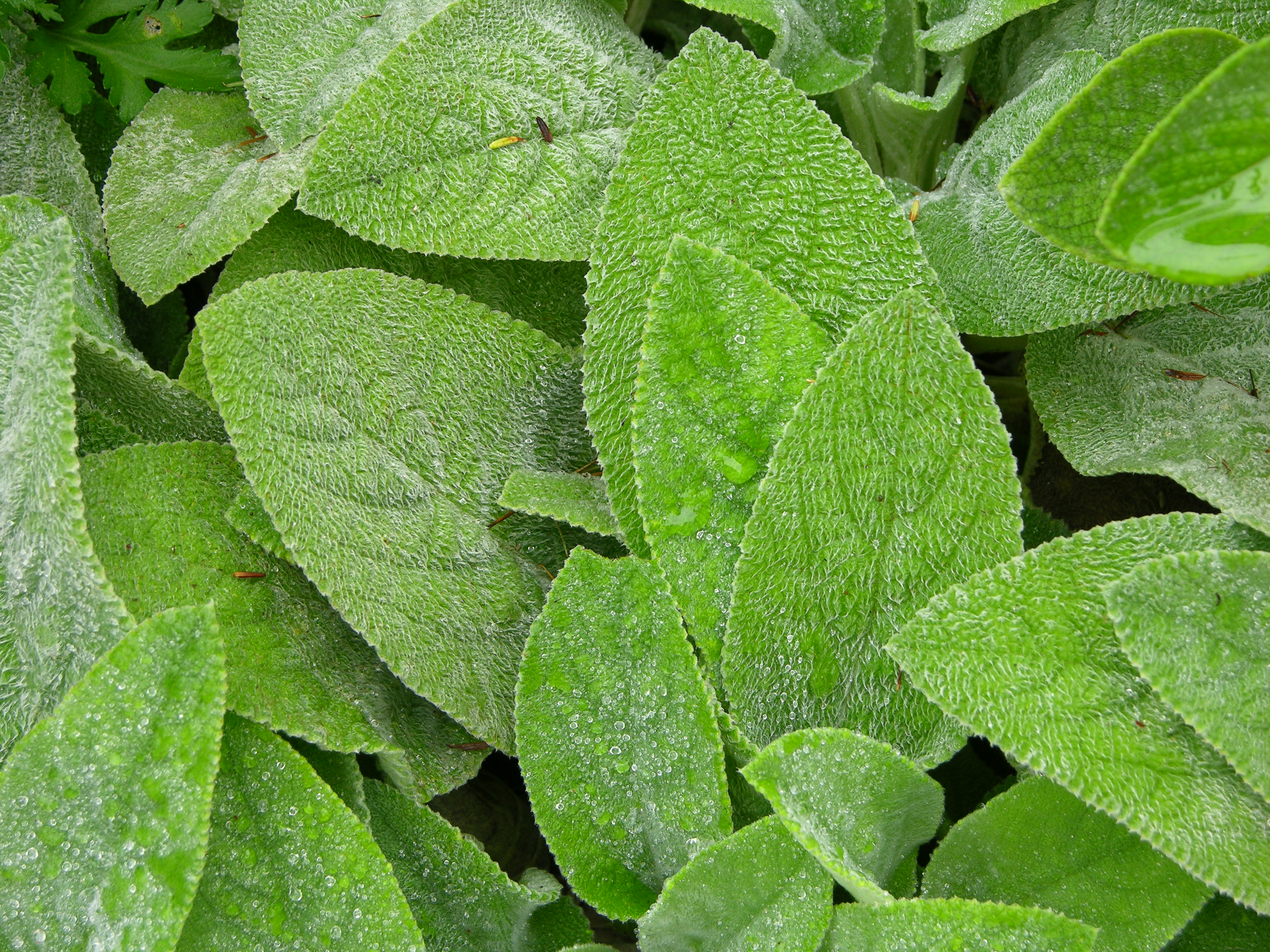
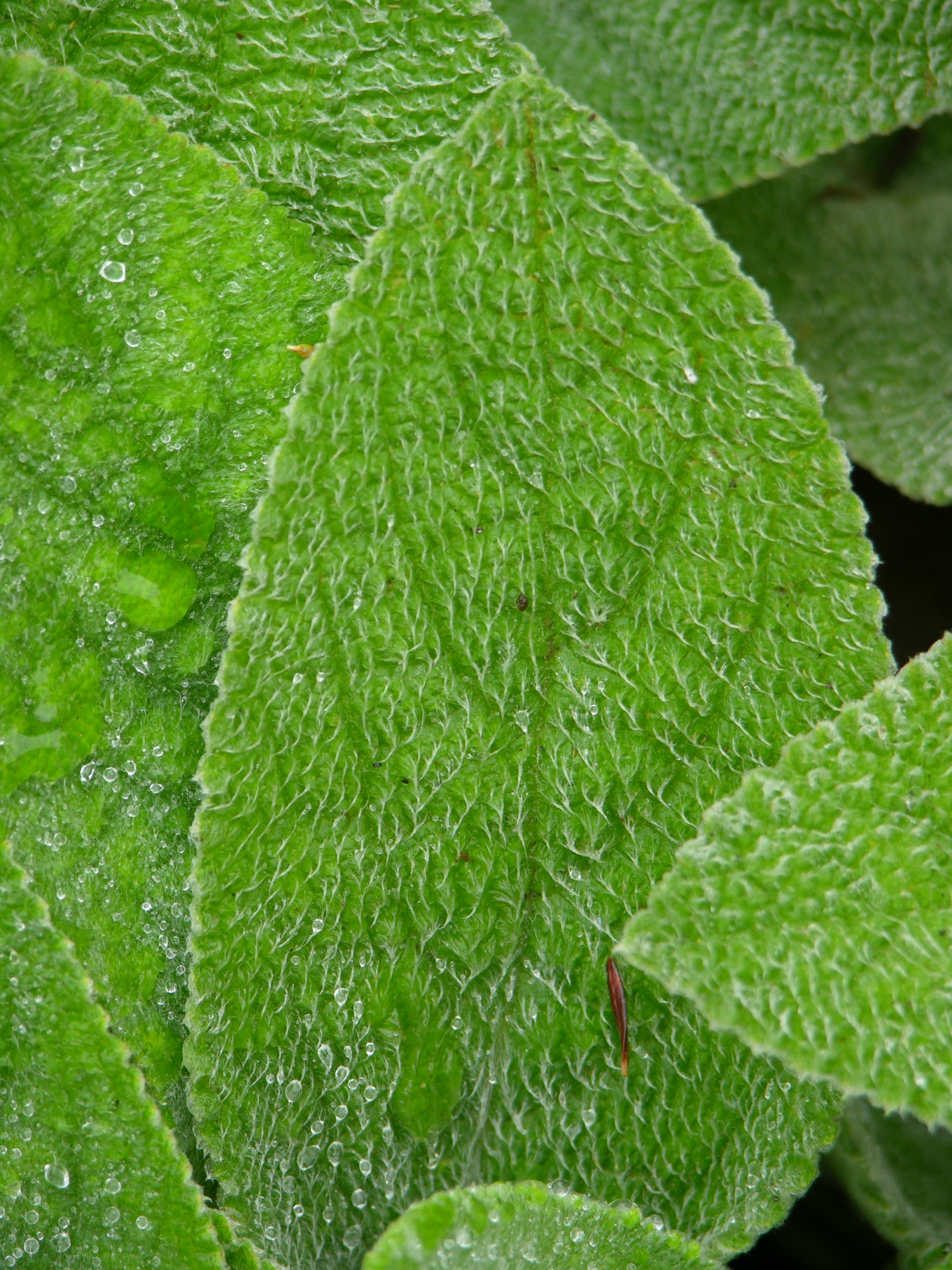
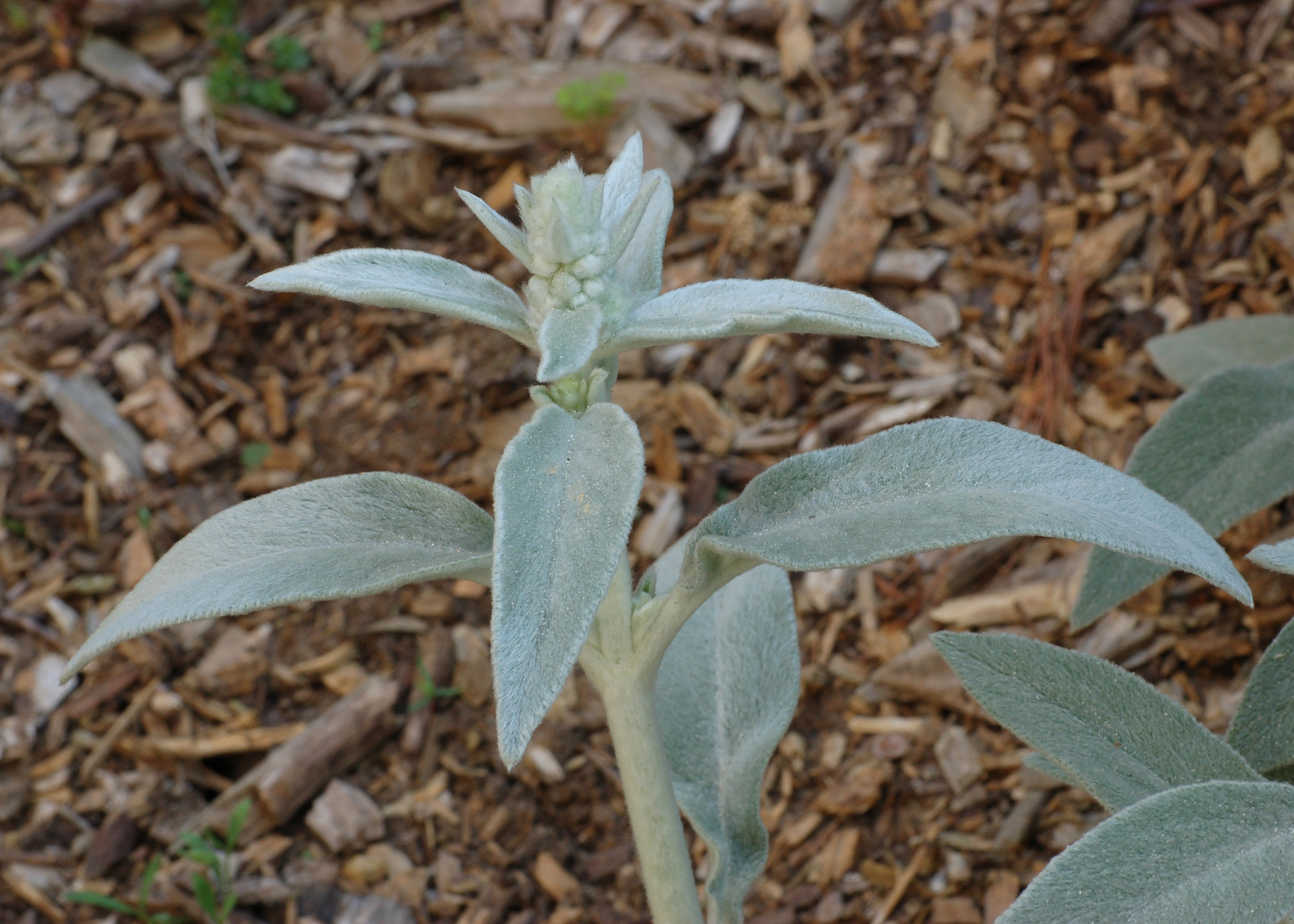
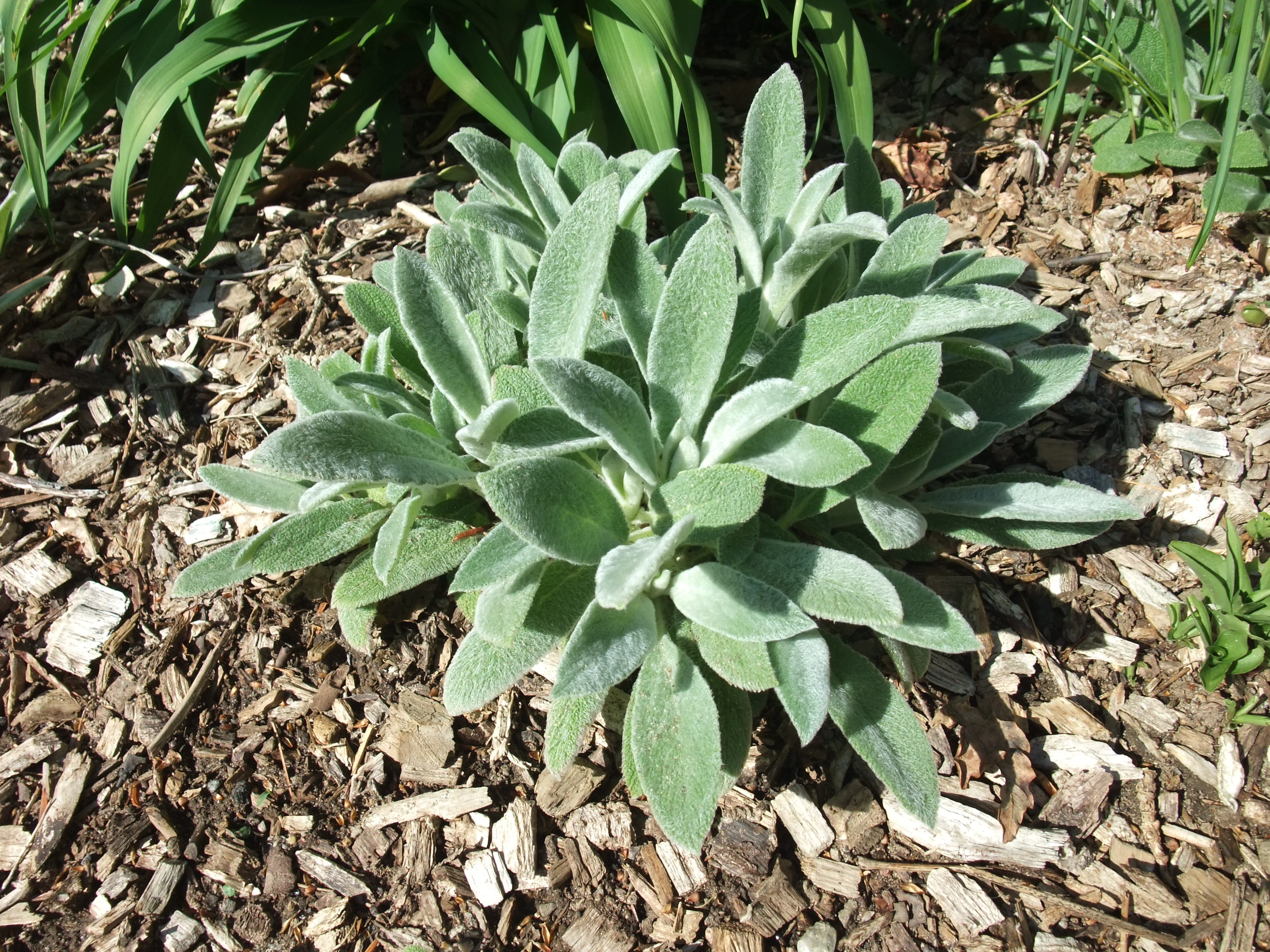
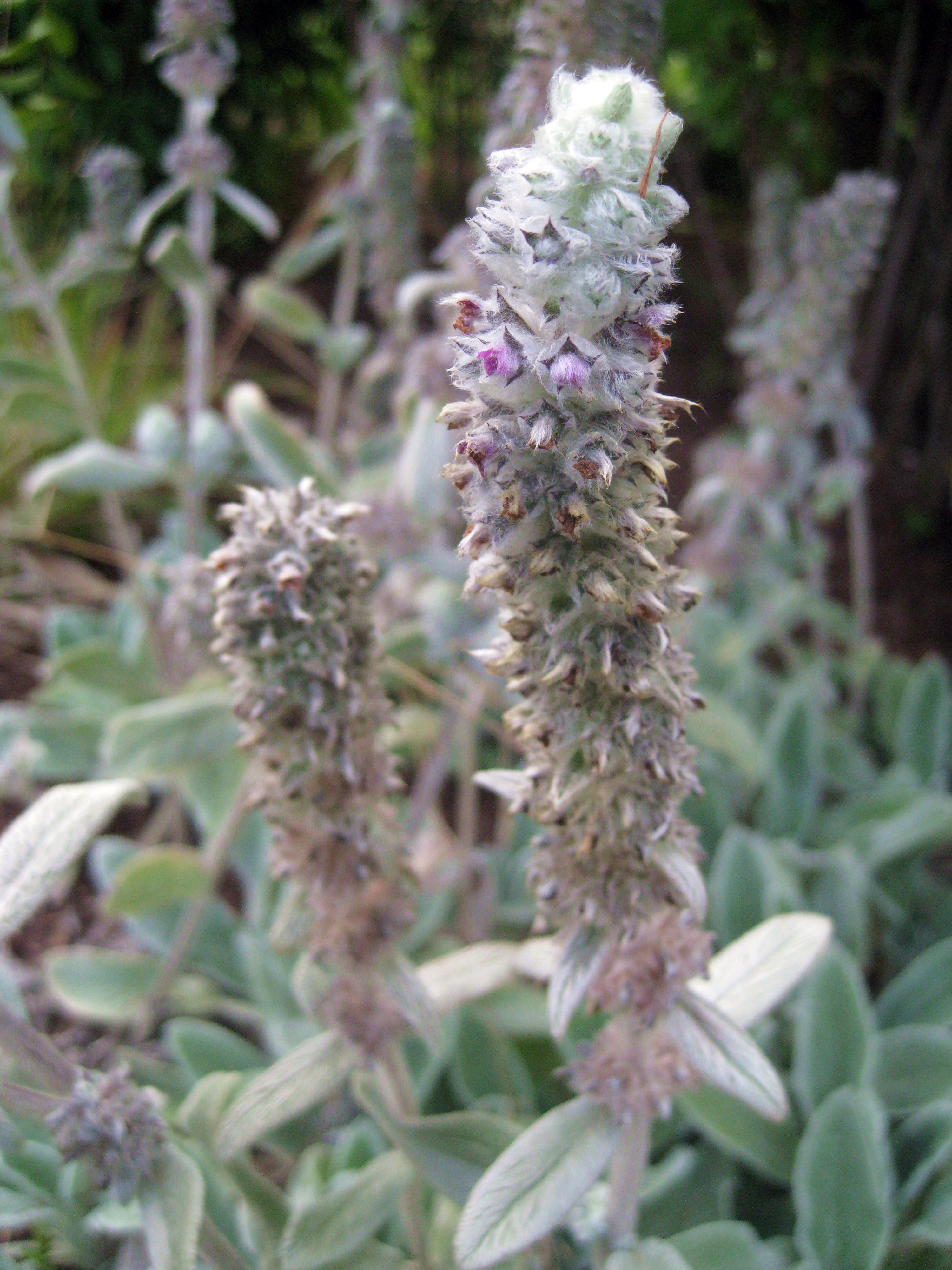
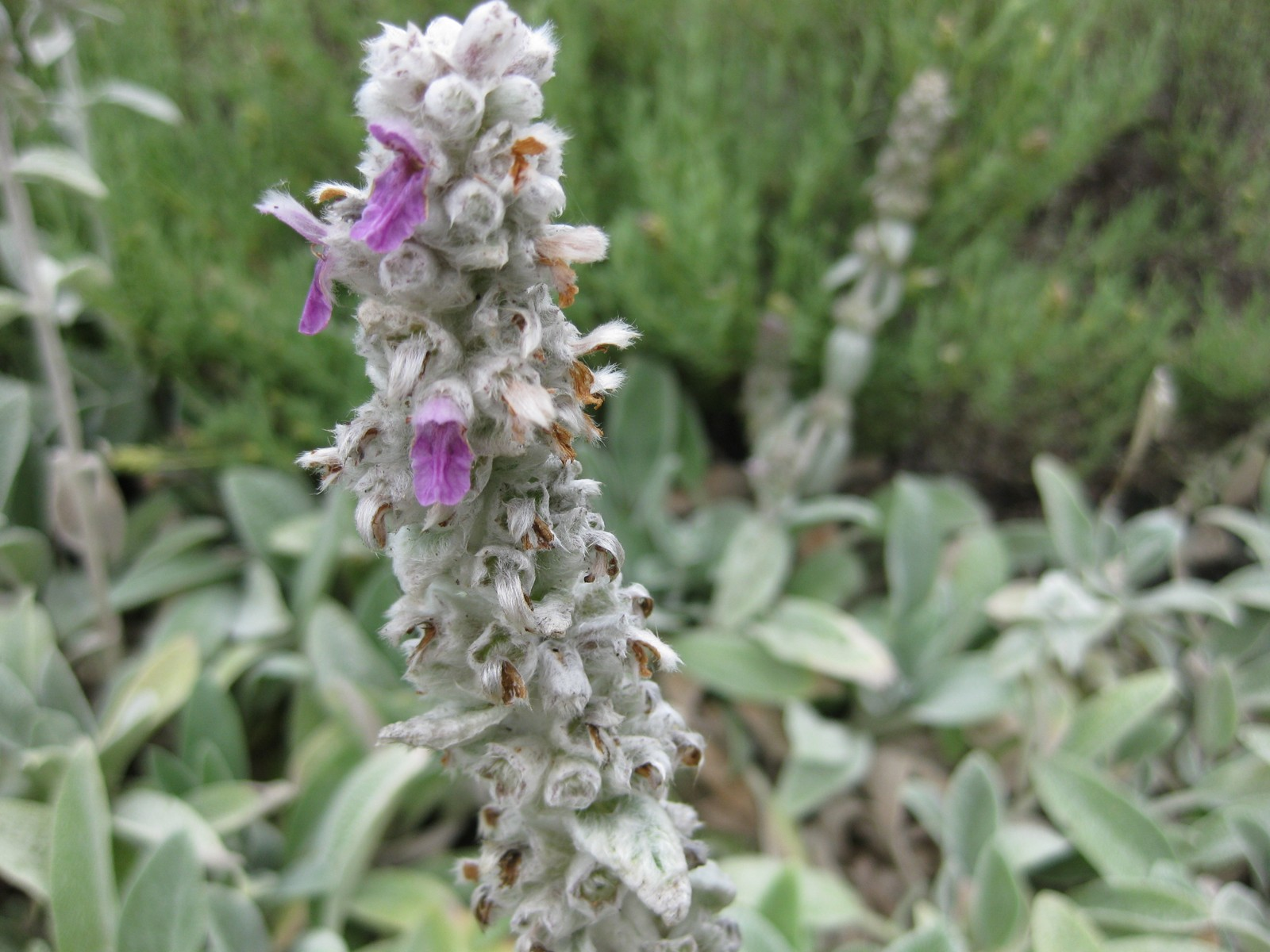